# Saxtuba

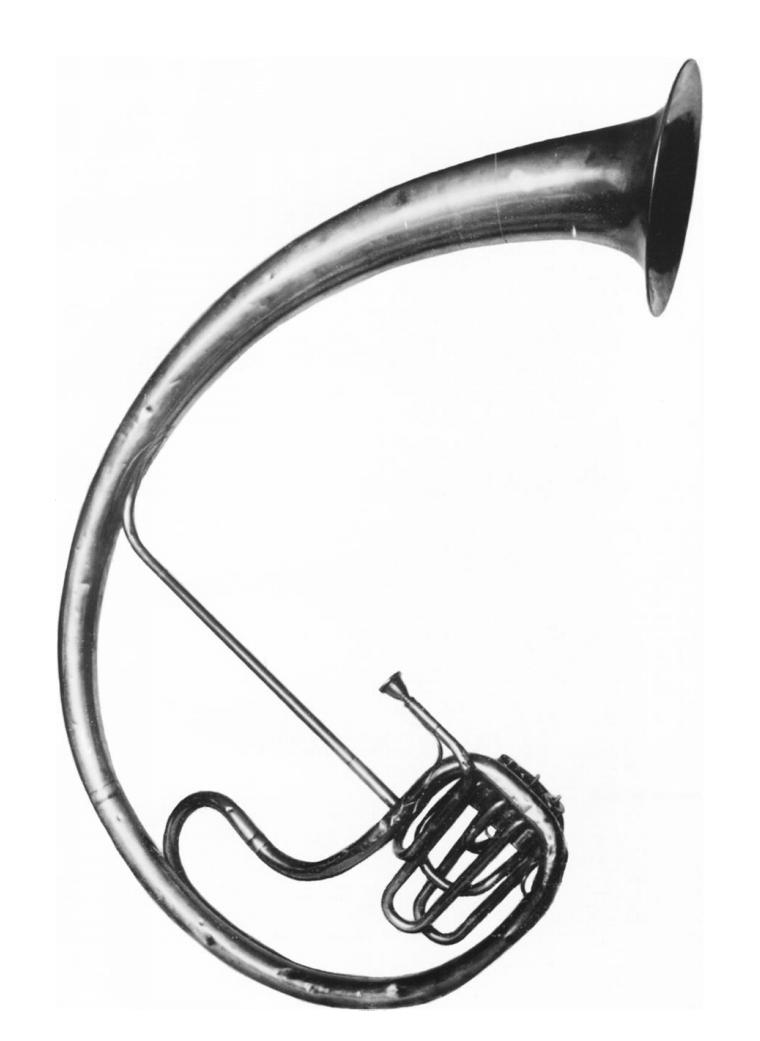
Saxtuba

La saxtuba es un instrumento de viento de metal con válvulas concebido por el constructor de instrumentos belga Adolfo Sax cerca de 1845.
El diseño del instrumento fue inspirado por el antiguo cornu y tuba romanos. Las saxtubas, que comprendían una familia de vientos de metal de varias afinaciones, fueron primeramente empleadas en la ópera de El Judío Errante de Fromental Halévy en 1852. Otra aparición pública notoria fue en la ceremonia Champ de Mars en París en el mismo año.